# UCI Women's WorldTour 2016
L'UCI Women's WorldTour 2016 és la primera edició de l'UCI Women's WorldTour organitzada per la Unió Ciclista Internacional. Està format per 17 proves, organitzades del 5 de març a l'11 de setembre de 2016. En el calendari hi ha les 9 proves d'un dia de l'antiga Copa del món a més de 4 curses més d'un dia. Igualment s'inclouen 4 curses per etapes.
La classificació general fou guanyada per l'estatunidenca Megan Guarnier (Boels Dolmans) que també aconseguí la victòria en tres curses. Segona quedà la canadenca Leah Kirchmann (Liv-Plantur) i tercera la britànica Elizabeth Armitstead (Boels Dolmans)
En les altres classificacions, la polonesa Katarzyna Niewiadoma (Rabo Liv Women) guanyà en la categoria sub-23 i el Boels Dolmans fou el millor equip

## Resultats
| Data    | Nº | Cursa                                    | País            | Vencedora            | Equip              | Líder de la general  |
| ------- | -- | ---------------------------------------- | --------------- | -------------------- | ------------------ | -------------------- |
| 5/3     | 1  | Strade Bianche                           | Itàlia          | Elizabeth Armitstead | Boels Dolmans      | Elizabeth Armitstead |
| 12/3    | 2  | Tour de Drenthe                          | Països Baixos   | Chantal Blaak        | Boels Dolmans      | Anna van der Breggen |
| 20/3    | 3  | Trofeu Alfredo Binda-Comune di Cittiglio | Itàlia          | Elizabeth Armitstead | Boels Dolmans      | Elizabeth Armitstead |
| 27/3    | 4  | Gant-Wevelgem                            | Bèlgica         | Chantal Blaak        | Boels Dolmans      | Chantal Blaak        |
| 3/4     | 5  | Tour de Flandes                          | Bèlgica         | Elizabeth Armitstead | Boels Dolmans      | Elizabeth Armitstead |
| 20/4    | 6  | Fletxa Valona                            | Bèlgica         | Anna van der Breggen | Rabo Liv           | Elizabeth Armitstead |
| 6-8/5   | 7  | Tour de Chongming Island                 | R.P. de la Xina | Chloe Hosking        | Wiggle High5       | Elizabeth Armitstead |
| 19-22/5 | 8  | Volta a Califòrnia                       | Estats Units    | Megan Guarnier       | Boels Dolmans      | Megan Guarnier       |
| 5/6     | 9  | Philadelphia Cycling Classic             | Estats Units    | Megan Guarnier       | Boels Dolmans      | Megan Guarnier       |
| 15-19/6 | 10 | The Women's Tour                         | Regne Unit      | Elizabeth Armitstead | Boels Dolmans      | Megan Guarnier       |
| 1-10/7  | 11 | Giro d'Itàlia                            | Itàlia          | Megan Guarnier       | Boels Dolmans      | Megan Guarnier       |
| 24/7    | 12 | La course by Le Tour de France           | França          | Chloe Hosking        | Wiggle High5       | Megan Guarnier       |
| 30/7    | 13 | Prudential RideLondon Grand Prix         | Regne Unit      | Kirsten Wild         | Hitec Products     | Megan Guarnier       |
| 19/8    | 14 | Open de Suède Vårgårda TTT               | Suècia          | Boels Dolmans        | Boels Dolmans      | Megan Guarnier       |
| 21/8    | 15 | Open de Suède Vårgårda                   | Suècia          | Emilia Fahlin        | Alé Cipollini      | Megan Guarnier       |
| 27/8    | 16 | Gran Premi de Plouay                     | França          | Eugenia Bujak        | BTC City Ljubljana | Megan Guarnier       |
| 11/9    | 17 | La Madrid Challenge by La Vuelta         | Espanya         | Jolien D'Hoore       | Wiggle High5       | Megan Guarnier       |

## Classificacions
- Font[1]

| Pos. | Nom                  | Equip          | Punts |
| ---- | -------------------- | -------------- | ----- |
| 1a   | Megan Guarnier       | Boels Dolmans  | 946   |
| 2a   | Leah Kirchmann       | Liv-Plantur    | 624   |
| 3a   | Elizabeth Armitstead | Boels Dolmans  | 545   |
| 4a   | Chantal Blaak        | Boels Dolmans  | 541   |
| 5a   | Elisa Longo Borghini | Wiggle High5   | 523   |
| 6a   | Evelyn Stevens       | Boels Dolmans  | 519   |
| 7a   | Anna van der Breggen | Rabo Liv Women | 492   |
| 8a   | Emma Johansson       | Wiggle High5   | 463   |
| 9a   | Chloe Hosking        | Wiggle High5   | 450   |
| 10a  | Marianne Vos         | Rabo Liv Women | 442   |

| Pos. | Nom                  | Equip                | Punts |
| ---- | -------------------- | -------------------- | ----- |
| 1a   | Katarzyna Niewiadoma | Rabo Liv Women       | 36    |
| 2a   | Floortje Mackaij     | Liv-Plantur          | 18    |
| 3a   | Sheyla Gutiérrez     | Cylance              | 18    |
| 4a   | Jip van den Bos      | Parkhotel Valkenburg | 14    |
| 5a   | Lotte Kopecky        | Lotto Soudal Ladies  | 12    |
| 6a   | Alice Barnes         | Drops                | 10    |
| 7a   | Alexis Ryan          | Canyon-SRAM Racing   | 10    |
| 8a   | Chanella Stougje     | Parkhotel Valkenburg | 6     |
| 9a   | Chloe Dygert         | Twenty16-Ridebiker   | 6     |
| 10a  | Ilaria Sanguineti    | Bepink               | 6     |

### Classificació per equips
| Pos | Equip              | Punts |
| --- | ------------------ | ----- |
| 1.  | Boels Dolmans      | 2894  |
| 2.  | Wiggle High5       | 2245  |
| 3.  | Rabo Liv Women     | 1853  |
| 4.  | Canyon-SRAM Racing | 1031  |
| 5.  | Liv-Plantur        | 840   |
| 6.  | Cervélo Bigla      | 794   |
| 7.  | Orica-AIS          | 691   |
| 8.  | Alé Cipollini      | 645   |
| 9.  | Hitec Products     | 461   |
| 10. | Lensworld-Zannata  | 433   |